# Isabel Delgado
Isabel Delgado, és una esportista mexicana de l'especialitat de natació sincronitzada que va ser campiona de Centreamèrica i del Carib a Mayagüez 2010.

## Trajectòria
La trajectòria esportiva d'Isabel Delgado s'identifica per la seva participació en els següents esdeveniments nacionals i internacionals.

### Jocs Centreamericans i del Carib
Va ser reconegut el seu triomf de ser la quarta esportista amb el major nombre de medalles de la selecció de  Mèxic
als jocs de Mayagüez 2010.

#### Jocs Centreamericans i del Carib de Mayagüez 2010
El seu acompliment en la vintena primera edició dels jocs, es va identificar per ser la setena esportista amb el major nombre de medalles entre tots els participants de l'esdeveniment, amb un total de 5 medalles:

- , Medalla d'or: Combinació
- , Medalla d'or: Duo Lliure
- , Medalla d'or: Duo Tècnica
- , Medalla d'or: Equip Lliure
- , Medalla d'or: Equip Tècnica